# 19017 Susanlederer
19017 Susanlederer (2000 RH93) là một tiểu hành tinh vành đai chính.